# Rasz al-Gúl
Rasz al-Gúl (arabul: رأس الغول Raʾs al-Ġūl) egy kitalált szereplő a DC Comics képregényeiben, Batman egyik ellenfele, akit Dennis O'Neil, Neal Adams alkotott meg. A karakter először a Batman 232 számában jelent meg, melyet 1971 júniusában adtak ki. Nevének jelentése A Démonok Vezére, célja, hogy megtisztítsa az emberiséget a korrupciótól és a bűnözéstől, ehhez viszont a legtöbbször ő is hasonló eszközökhöz nyúl. A Lázár-kút nevű hely segítségével már több száz éves, miután megmártózik az Örök Ifjúság vizében, gyakorlatilag halhatatlan. 
Rasz al-Gúl 7. a minden idők 100 legnagyobb képregényes ellenfeleit felvonultató listán.

## Filmekben
Rasz al-Gúlt az 1992-es Batman rajzfilmsorozatban (Batman Animated series) láthattuk. A 2005-ös Batman: Kezdődik! című mozifilmben Liam Neeson alakításában kelt életre a karakter. A 2010-es Batman a Piros Sisak ellen című animációs filmben is szerepet kap.
Lásd még: Batman tv-s szerepléseinek története

## Fordítás
- Ez a szócikk részben vagy egészben  a   Ra's al Ghul című angol Wikipédia-szócikk fordításán alapul.  Az eredeti cikk szerkesztőit annak laptörténete sorolja fel. Ez a jelzés csupán a megfogalmazás eredetét és a szerzői jogokat jelzi, nem szolgál a cikkben szereplő információk forrásmegjelöléseként.